# Belmez (Band)
Belmez war das Soloprojekt des Ex-Eminenz-Mitglieds Karsten „Zwerg“ Breitung. Dieses von 1993 bis 2001 existierende Projekt spielte nach eigenen Angaben Dark Metal mit deutschen Texten.

## Bandgeschichte
Nach dem Ausstieg bei Eminenz gründete Karsten Breitung das Projekt Belmez, benannt nach dem Dorf Bélmez de la Moraleda. Dort wurden angebliche Spukphänomene gefunden, die sich in Form von menschlichen Gesichtern an einer Betonwand manifestierten. Breitung schrieb ausschließlich deutsche Texte, die von deutscher Romantik, Edgar Allan Poe und H. P. Lovecraft beeinflusst waren und an Spukgeschichten erinnern sollten. Breitung spielte selbst Gesang und Gitarre ein, verzichtete auf einen Bass und ließ einen Drumcomputer von verschiedenen Sessionmitgliedern programmieren.
Nach den beiden Demos In Memory (1993) und Gore (1994) erhielt er einen Plattenvertrag bei Napalm Records. 1995 erschien das erste Album „Berserker“ und erhielt den Spott der etablierten Metalpresse. Das Album wurde als „Arschbombe“ im Rock Hard mit einer ironischen „10“ bewertet. Insbesondere das Lied Meine Kraft, seiner Lebensgefährtin Jana Kluge gewidmet, sorgte auf Grund des pathetischen Texts („Meine Kraft schöpf' ich durch SIE/Meine Jana. -Jana, -Jana!“) für allerlei Hohn.
Noch im gleichen Jahr erschien der Nachfolger Siechtum, der wiederum im Rock Hard als „Arschbombe“ bewertet wurde. Einige wenige Zeitschriften, wie das Ablaze, dagegen bewerteten das Album positiv. 2001 erschien das letzte Werk Wundgrind über Christhunt Productions. Auch dieses Album wird ähnlich wie seine Vorgänger bewertet.
Kurz darauf beschloss Breitung, das Projekt einzustellen. 2003 schrieb er einen Text für das zweite Album von Legion of Sadism.

## Diskografie
- In Memory (Demo, 1993)
- Gore (Demo, 1994)
- Berserker (Napalm Records, 1995)
- Siechtum (Napalm Records, 1995)
- Wundgrind (Christhunt Productions, 2001)